# فردا تو رفتی
فردا تو رفتی (به انگلیسی: Tomorrow You're Gone) فیلمی محصول سال ۲۰۱۲ و به کارگردانی دیوید جاکوبسون است. در این فیلم بازیگرانی همچون استیون درف، میشل موناهن، ویلم دفو، تارا باک و رابرت لاساردو ایفای نقش کرده‌اند.